# Wolffel
 (septembre 2024).
Eduardo Jiménez Wolffel, connu sous le pseudonyme de drkprty ou simplement Wolffel (généralement stylisé WØLFFEL), est un musicien, producteur de musique électronique et peintre de la scène underground.

## Biographie
Il commence à se familiariser avec la musique dès son plus jeune âge en jouant du piano à l'âge de 9 ans et en écoutant de la musique classique. Au fil du temps, il développe un goût pour la musique électronique en écoutant des artistes tels que Kraftwerk, Daft Punk et Depeche Mode, tout en prenant des cours d'autres instruments musicaux. Sa musique actuelle est plus proche du synthwave et du glitch, accompagnée d'instruments à cordes classiques et de percussions vives.
Selon ses propres mots, John Carpenter (ainsi que les films d'horreur des années 80) et des groupes de musique électronique tels que Modeselektor, Underworld, The Chemical Brothers et Digitalism exercent une forte influence sur sa musique et la nostalgie qu'il souhaite transmettre.
Il se produit en live en utilisant un ordinateur portable comme cœur de son set, accompagné de synthétiseurs et de diverses machines de percussion, comme le TR-8 de Roland.

## Discographie

### Albums
LP
- Sex, Drugs, Astronauts & All (auto-publié, 2022)

EP
- Ways to Disappear (auto-publié, 2018)

### Simples
- Let It Flow (auto-publié, 2017)